# 恩格尔斯布兰德
恩格尔斯布兰德是德国巴登-符腾堡州的一个市镇。总面积15.19平方公里，总人口4309人，其中男性2073人，女性2236人（2011年12月31日），人口密度284人/平方公里。